# EMOTIONISM
『EMOTIONISM』（エモーショニズム）は2010年9月29日に発売された葉加瀬太郎の14枚目のオリジナル・アルバム。

## 概要
1990年にクライズラー&カンパニーとしてデビューした葉加瀬の活動20周年記念アルバム。
全14曲のうち、半数がタイアップ楽曲となっている。

### リリース形態
本作は通常盤CDと初回限定盤との2形態で発売され、初回限定盤は押尾コータローとジェイク・シマブクロがゲスト出演した2009年のコンサートツアー「My Favorite Songs with Friends」を収録したDVDが同梱された22,222枚の限定生産となっている。

## 収録曲
全作曲：葉加瀬太郎（8・14のみロベルト・シューマン）

### CD
1. March "My Twenty years of Music"
2. Bon Voyage
  - J-WAVE 「ANA WORLD AIR CURRENT」テーマ曲
3. The Mission to Complete
  - テレビ東京系アニメ『閃光のナイトレイド』テーマ曲
4. ひまわり
  - NHK連続テレビ小説『てっぱん』テーマ曲
5. Come fly with me
  - テレビ朝日系『サンデー・フロントライン』テーマ曲
6. A Letter From The Island
  - SK-II「セルミネーションエッセンス」CMソング
7. Habanera
  - NHK連続テレビ小説『てっぱん』挿入曲
8. 見知らぬ国と人々について 〜子供の情景より〜
9. One pint of Love
10. Sailing
11. Girls Talk
12. The Cozy Bench
  - RKB毎日放送アナログテレビジョン放送停波前クロージングBGM
13. Caravanserai
14. Traumerei 〜子供の情景より〜

### DVD

#### Taro Hakase Concert Tour 2009“My Favorite Songs with Friends”
1. The Song of Life
2. 地球に乾杯
3. TAKUMI/匠
4. 黄昏のワルツ
5. SARA
6. 霧島
7. Sunshine Shower
8. Wild Stallions
9. Born to Smile with Kotaro Oshio, Jake Shimabukuro
10. 情熱大陸 with Kotaro Oshio, Jake Shimabukuro